# Trụ dưới lá mầm

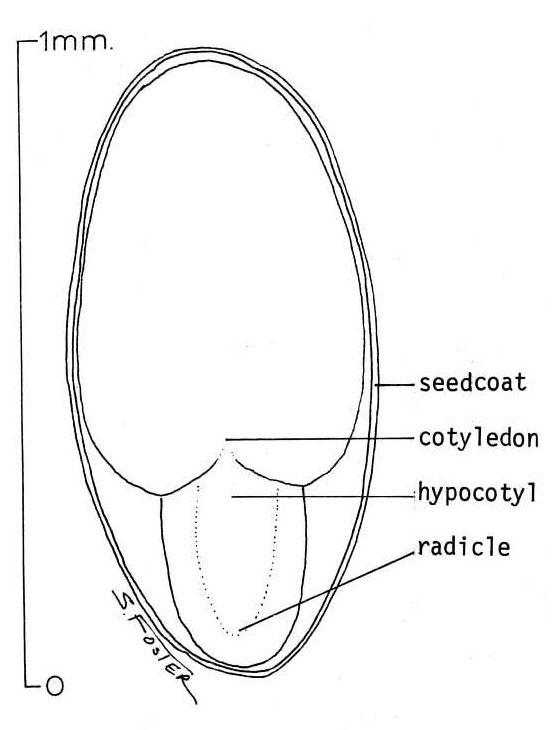
Sơ đồ hạt giống liễu Scouler (Salix scouleriana), cho biết vị trí của hypocotyl.

Trụ dưới lá mầm (hypocotyl, viết tắt của "hypocotyledonous stem", có nghĩa là "bên dưới lá mầm") là thân của một hạt giống nảy mầm, được tìm thấy bên dưới lá mầm (lá của hạt mầm) và bên trên rễ mầm (rễ).

## Thực vật hai lá mầm
Khi phôi thực vật phát triển khi nảy mầm, nó sẽ phát ra một chồi gọi là rễ mầm trở thành gốc chính, và sau đó xâm nhập vào đất. Sau khi xuất hiện của rễ mầm, trụ dưới lá mầm nổi lên và nhấc đầu phát triển (thường bao gồm cả vỏ hạt) trên mặt đất, mang lá phôi (gọi là lá mầm) và chồi mầm phát triển thành lá thật đầu tiên. Trụ dưới là mầm là cơ quan mở rộng chính của cây non và phát triển thành thân.

## Thực vật một lá mầm
Sự phát triển ban đầu của một hạt giống một lá mầm như ngũ cốc và các loại cỏ khác có phần khác nhau. Một cấu trúc được gọi là lá bao mầm, về cơ bản là một phần của lá mầm, bảo vệ thân non và mận khi sự phát triển đẩy chúng lên trên đất. Một phần lóng sơ khởi - một phần của cây non nằm giữa hạt (vẫn còn bị chôn vùi) và chồi mầm kéo dài chồi lên bề mặt đất, nơi rễ phụ phát triển từ ngay bên dưới mận. Rễ chính từ rễ mầm sau đó có thể không phát triển thêm. Lóng sơ khởi được coi là một phần trụ dưới lá mầm và một phần lá mầm (xem hạt giống).
Không phải tất cả các thực vật một lá mầm phát triển như các loại cỏ. Hành tây phát triển theo cách tương tự như trình tự đầu tiên được mô tả ở trên, vỏ hạt và nội nhũ (dự trữ thức ăn dự trữ) kéo lên khi lá mầm kéo dài. Sau đó, chiếc lá thật đầu tiên mọc lên từ nút giữa thân và lá mầm giống như vỏ bọc, phá vỡ lá mầm để mọc qua nó.

## Cơ quan lưu trữ
Ở một số thực vật, trụ dưới lá mầm trở nên to ra như một cơ quan lưu trữ. Ví dụ bao gồm cyclamen, gloxinia và celeriac. Ở cyclamen, cơ quan lưu trữ này được gọi là củ.

## Xét nghiệm kéo dài trụ dưới lá mầm
Một trong những thử nghiệm được sử dụng rộng rãi trong lĩnh vực quang sinh học là nghiên cứu về ảnh hưởng của sự thay đổi số lượng và chất lượng ánh sáng đến độ giãn dài của trụ dưới lá mầm. Nó thường được sử dụng để nghiên cứu các tác động thúc đẩy tăng trưởng so với tăng trưởng của việc áp dụng các hoocmon thực vật như ethylene. Trong điều kiện ánh sáng bình thường, sự tăng trưởng của trụ dưới lá mầm được kiểm soát bởi một quá trình gọi là tạo hình quang, trong khi che bóng cho cây con gợi lên một phản ứng sao chép nhanh chóng điều chỉnh tiêu cực sự phát sinh tạo hình quang và dẫn đến tăng tốc độ tăng trưởng của trụ dưới lá mầm. Tỷ lệ này cao nhất khi thực vật được giữ trong bóng tối qua trung gian bởi một quá trình gọi là tạo hình bóng tối, tương phản với quá trình phát quang.